# Белая лента (Россия)

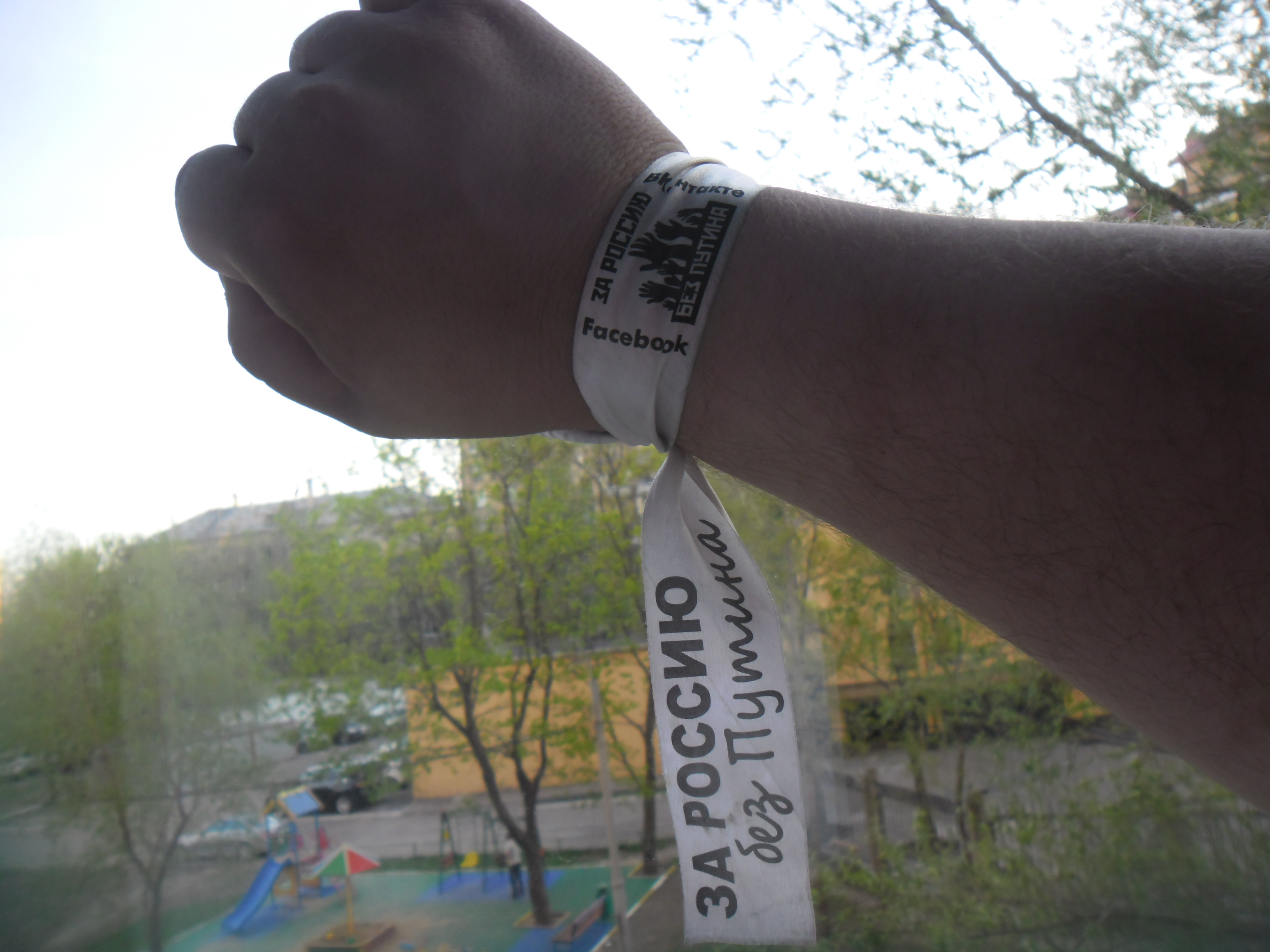
Белая лента «За Россию без Путина»

Бе́лая ле́нта в России — символ протестного движения, связанного в том числе с выборами в Государственную думу в 2011 году. Впоследствии неологизм «белоленточник» на какое-то время стал обозначать в русском языке представителей оппозиции.
С 20 по 30 марта 2006 года в России прошла акция «Долой „мигалки“!», с использованием белой ленты в качестве символа.
В 2009 году белая лента использовалась в качестве символа движения за чистоту правоохранительных органов, созданного Алексеем Дымовским.

## Долой «мигалки»!
16 марта 2006 года в программе «Соловьиные трели», на радиостанции «Серебряный дождь» ведущие Владимир Соловьев и Екатерина Шевцова  объявили о начале всероссийской акции «Долой «мигалки»!». Приоритетной задачей акции протеста являлась поддержка Олега Щербинского, который был признан виновным в аварии и гибели троих человек (в том числе губернатора Алтайского края Михаила Евдокимова). Стратегической целью акции являлась отмена «мигалок» на автомашинах, перевозящих чиновников. Для поддержки акции, в период с 20 по 30 марта автомобилистам достаточно было повесить на машину белую ленточку. Олег Щербинский был оправдан 23 марта 2006 года.

## За чистоту правоохранительных органов
В 2009 году бывший сотрудник МВД России Алексей Дымовский, известный по своему видеообращению к В. В. Путину, создал движение «Белая лента».
Главной целью движения была борьба за чистоту правоохранительных органов, однако деятельность организации не должна была ограничиваться милицейской реформой. Движение организовало акции с участием Дымовского.

## Символ протестов в России, связанных с выборами в Госдуму 2011 года

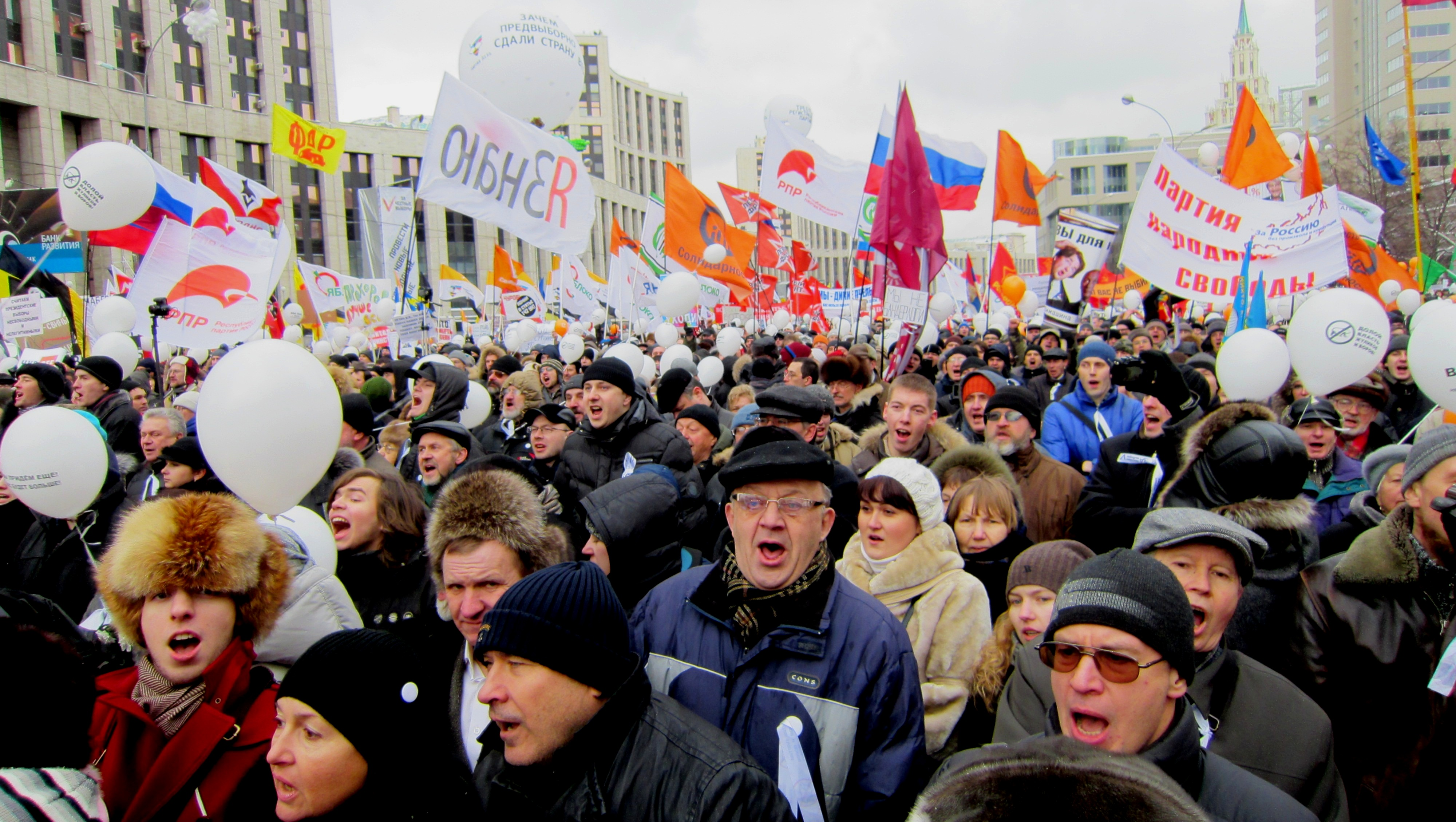
Многие участники российских митингов «За честные выборы!», «За честную власть!» в 2011 и 2012 годах носили символические белые ленточки

Белая лента стала символом выражения недоверия официальным результатам выборов в Государственную думу РФ, состоявшимся 4 декабря 2011 года, и выборов Президента России, проведённым 4 марта 2012 года, на которых Владимир Путин, по данным Центризбиркома, победил в первом туре. С 7 декабря 2011 года в России и других странах проходят акции с использованием белой ленты, чтобы выразить их несогласие с официальными итогами выборов. Акции с использованием белой ленты проходят под лозунгами: «За честные выборы! За честную власть!»

### Предыстория
В марте 2011 года при поддержке Алексея Навального был запущен проект РОСАГИТ. Цель проекта — подъём гражданской активности, информирование населения о фактах коррупции и произвола властей. Авторы и координаторы проекта Виктор Леонтьев и Вадим Коровин. Сразу родился символ против партии «Единая Россия» — медведь, уносящий мешок. 5 июля 2011 года был придуман белый значок как знак идентификации. Проект расширялся, появлялись региональные последователи. К осени возникла идея создания более значимого символа. Этим символом стала белая лента. Первая раздача символики состоялась 11 ноября 2011 года. Благодаря поддержке Навального и его медиаресурса акции по раздаче белых лент охватили значительную часть страны (более 20 городов, более 40 мероприятий), а 10 декабря на Болотной площади все митингующие стояли с белыми лентами.
Как выяснилось позднее, идея белой ленты витала в воздухе. Ещё 24 февраля 2010 года Алексей Дымовский предложил использовать белую ленту как общегражданский символ объединения, но тогда идея не получила массовой поддержки. В октябре 2011 года был запущен сайт www.belayalenta.com под названием «Белая лента». Создатель сайта, жительница Москвы Елена, утверждает, что он возник по её собственной инициативе после 24 сентября 2011 года: «посмотрев, как лидеры нашей страны публично и прилюдно раздали друг другу кремлёвские посты, я поняла, что надо что-то делать». Начиная с октября 2011 года на сайте регулярно помещались призывы использовать белые ленточки, чтобы показать властям «всё возрастающее количество людей», считающих необходимым, «чтобы Власть вспомнила, что это она для народа, а не народ для неё».
Ещё до декабрьских выборов 2011 года символ «Белая лента» использовали для выражения протеста по разным поводам. Владимирское отделение партии «Справедливая Россия» в середине ноября раздало гражданам сто тысяч ленточек в знак протеста против отмены выборов главы города Владимира. В Москве 27 ноября был организован автопробег «с белыми лентами протеста» против предстоящих выборов в Думу. Данная акция была объявлена на сайте «Марша несогласных». И всё же про белые ленточки мало кто знал.

### После выборов
Новая волна использования белых ленточек началась после выборов в Государственную Думу РФ 4 декабря 2011 года. По сведениям телеканала «Дождь», человеком, впервые подавшим идею носить белые ленты всем несогласным с итогами выборов в социальной сети Facebook, является писатель и специалист по интернет-технологиям А. А. Ревазов. Интернет-сообщество быстро распространило белые ленточки, которые использовались как легальная альтернатива митингам.[уточнить] В социальных сетях появилось множество призывов ко всем несогласным с итогами выборов в Госдуму использовать белую ленту в качестве символа протеста. На сайте «Белая лента» были изложены основные идеи участников акции. Белые ленты начали появляться не только на «юзерпиках» пользователей блогов, но и на автомобилях и на одежде участников митингов.
13 декабря появилось сообщение о том, что белую ленту стали использовать в качестве символа борьбы за чистые выборы представители «Единой России», создавшие в социальной сети Facebook группы «ЕР за честные выборы».
В соответствии с принятым 14 декабря решением первого собрания оргкомитета митинга против итогов парламентских выборов, прошедшего в Москве 24 декабря 2011 года, белая лента осталась символом митинга.
За время общения премьера с народом[уточнить] количество желающих идти на митинг 24 декабря выросло в «Фейсбуке» с 18 до 21,5 тыс. человек.

#### Белое кольцо
29 января 2012 года в центре Москвы прошёл автопробег «Белое кольцо», задуманный как акция в поддержку шествия 4 февраля «За честные выборы». За три часа машины участников, украшенные белыми лентами и белыми шарами, заняли всё Садовое кольцо. По оценкам участников, в пробеге участвовало до 5 тысяч автомобилей, по официальным оценкам ГУМВД — не более 300 автомобилей.

## Критика, отрицание, публичное попрание
Практически сразу после публичного появления белой ленты, как символа политического движения, она сразу же была публично отвергнута как представителями действующей власти, так и лидерами системных и несистемных политических сил левого толка.
Лидер движения Суть времени Сергей Кургинян в передаче «Смысл игры» публично сжег символ белой ленты, заявляя, что: «…то что я делаю — я делаю ответственно!».
15 декабря в прямом эфире российских телеканалов председатель Правительства РФ В. В. Путин на вопрос о белых лентах сказал: «Когда увидел на экране что-то такое у некоторых на груди, я решил — неприлично, конечно, но тем не менее решил, что это — пропаганда борьбы со СПИДом, что контрацептивы на груди повесили. Подумал, что это хорошо, люди борются за здоровый образ жизни. И я это поддерживаю». В той же передаче уполномоченный при президенте РФ по правам ребёнка П. А. Астахов заявил, что считает использование белой ленточки протестующими подменой значения символа, по его словам, обычно используемого по другим поводам. После того как В. Путин пренебрежительно отозвался об участниках акций за честные выборы и сравнил символ движения «За честные выборы» со средствами контрацепции, митингующие выступили с плакатами против Путина, делая упор на его выступление. Ролик людей, одетых в форму ВДВ, с припевом «Цвет ленты свободы для всех позитив — и лишь для тебя…» посмотрело более миллиона человек.
24 декабря 2011 года Сергей Кургинян на трибуне альтермитинга на Воробьёвых (Ленинских) горах повторно сжигает белую ленту — символ митингов оппозиции на Болотной площади и проспекте Сахарова — перед этим провозгласив: «Нет перестройке-2».
26 октября 2012 года депутат от «Единой России» Александр Сидякин растоптал белую ленту на трибуне Госдумы со словами «Я хочу сделать с этой ленточкой то, что люди, которые заказывали провокации, хотели сделать с нашей страной — я хочу её потоптать». Он также заявил, что белая лента — «это символ капитуляции, символ предательства, экспортной революции, которую нам пытаются навязать иностранные политтехнологи». Сидякин раскритиковал ряд депутатов от «Справедливой России», в том числе Сергея Миронова, Илью Пономарева и Дмитрия Гудкова за то, что они «надевали эту тряпочку».